# Acido γ-amminobutirrico
L'acido γ-amminobutirrico (GABA), noto anche come acido 4-amminobutanoico, è un γ-amminoacido composto da quattro atomi di carbonio, isomero dell'acido amminobutirrico ed è il principale neurotrasmettitore inibitorio nel sistema nervoso centrale nell'essere umano. È stato inizialmente scoperto nelle piante e poi successivamente identificato nel cervello dei mammiferi e successivamente negli animali e in diversi altri organismi, compresi batteri e funghi.
Il suo ruolo neurologico nei mammiferi è rimasto sconosciuto fino alla fine degli anni '50, fin quando gli studi sui neuroni corticali completati alla fine degli anni '60 hanno concluso che il GABA fosse inequivocabilmente inibitorio. Molte ulteriori ricerche sono state condotte per chiarire i meccanismi dell'inibizione indotta dal GABA e il suo ruolo nelle patologie correlate al GABA, tra cui disturbi d'ansia, disturbo da uso di alcol, epilessia, malattie spastiche e ipersonnia idiopatica. L'azione della maggior parte dei farmaci ansiolitici, farmaci antiepilettici e farmaci anestetici agisce come agonista del GABA. Alcuni farmaci antagonisti del GABA, come ad esempio il flumazenil, sono impiegati come antidoti nel trattamento contro il sovradosaggio da agonisti del GABA.
Il GABA è fondamentale per il funzionamento del sistema nervoso centrale dell'uomo, dove circa il 60-75% di tutte le sinapsi sono di tipo GABAergico.

## Storia
La scoperta dell'acido γ-aminobutirrico come neurotrasmettitore nel sistema nervoso centrale e nell'encefalo risale al 1950, in uno studio pubblicato sul Journal of Biological Chemistry, preceduto da un breve rapporto conferenziale poco prima, dove i ricercatori Eugene Roberts e Sam Frankel non solo identificarono il GABA come una delle principali ammine nel cervello, ma riportarono che viene sintetizzato e accumulato preferenzialmente in quest'organo. In modo piuttosto sorprendente, la risposta iniziale a questa scoperta fu piuttosto contenuta. Nei primi 5 anni successivi alla relazione di Roberts e Frankel, accompagnata da altri due articoli sul GABA nel cervello pubblicati nello stesso numero di Journal of Biological Chemistry, secondo PubMed, furono pubblicati in quel periodo solo quattro studi aggiuntivi sul acido γ-aminobutirrico nel cervello.
L'attività del GABA nel cervello è stata successivamente chiarita nel 1957 quando ricercatori in Canada riportarono che un composto sconosciuto che presentava attività inibitoria sui neuroni dei granchi d'acqua dolce era in realtà acido γ-aminobutirrico. Il ricercatore Baruch Kanner dell'Università Ebraica Hadassah di Israele, membro del consiglio editoriale del Journal of Biological Chemistry che studia i trasportatori del GABA affermò: "i recettori del acido γ-amminobutirrico principalmente hanno un input inibitorio e sono i principali recettori inibitori nel cervello".
Nel suo studio finale Roberts utilizzò la cromatografia su carta e un colorante chimico, la ninidrina, che reagisce e colora le ammine primarie, per isolare e identificare gli aminoacidi liberi negli estratti cerebrali di topo. Mentre analizzava meticolosamente questi estratti, Roberts trovò un composto reattivo alla ninidrina la cui migrazione sui cromatogrammi su carta non corrispondeva a nessun composto conosciuto contenente ammine. Inoltre, questo misterioso metabolita simile a un aminoacido si accumulava apparentemente a livelli molto più elevati nel cervello rispetto agli altri tessuti. Trattamenti acidi dei tessuti cerebrali non aumentavano questi livelli, suggerendo che questa ammina si presenta esclusivamente nella forma libera nel cervello. Fortunatamente, trovandosi l'ammina singolarmente e migrando abbastanza lontano da altri composti che reagiscono alla ninidrina, permise a Roberts e Frankel di estrarlo dalle strisce tagliate dai cromatogrammi.
I ricercatori estrassero il GABA tramite una tecnica sviluppata da un collega dell'Università di Washington, Sidney Udenfriend, chiamata metodo del derivato isotopico, che li aiutò anche a focalizzare l'attenzione sulla sconosciuta ammina. Attraverso questo approccio multiplo, Roberts e Frankel conclusero che questa ammina associata al cervello era il GABA. Lo studio proseguì utilizzando dei precursori del GABA marcati radioattivamente, dimostrando che anche i tessuti cerebrali possono convertire un altro comune aminoacido cerebrale, l'acido glutammico, in acido γ-aminobutirrico.
La scoperta del 1957 che rivelò che il GABA inibisce l'attivazione dei potenziali d'azione nei neuroni presentò un'altra novità. Altri neurotrasmettitori contenenti ammine di cui erano note le attività all'epoca, come la noradrenalina e l'acetilcolina, sono eccitatori. Kanner osserva che anche l'aminoacido glicina può inibire la neurotrasmissione cerebrale, ma "il GABA è chiaramente quello più abbondante".

## Biochimica

### Funzione
L'acido γ-amminobutirrico di solito provoca l'inibizione dei potenziali d'azione iperpolarizzando i neuroni postsinaptici e riducendo il rilascio di neurotrasmettitori da parte dei neuroni presinaptici. L'inibizione risultante diminuisce l'attività della cellula interessata, il che si manifesta in effetti che vanno dalla diminuzione della stimolazione motoria nei motoneuroni alla ridotta attività corticale in regioni che includono l'amigdala.
Date la diffusa funzione come neurotrasmettitore inibitorio e la sua ampia distribuzione, non sorprende che sia coinvolto in una vasta gamma di comportamenti, questi includono la regolazione dell'ansia e dello stress, del ritmo circadiano e del sonno, dell'incremento della memoria, dell'umore e persino della percezione del dolore. Livelli bassi o un funzionamento compromesso del GABA sono associati all'eziologia e al mantenimento dello stress acuto e cronico, dei disturbi d'ansia e dei disturbi del sonno come l'insonnia. In particolare, i neuroni e i neurotrasmettitori GABAergici regolano i circuiti cerebrali nell'amigdala per modulare le risposte allo stress e all'ansia sia nelle condizioni normali che patologiche, le vie cortico-medullari per modulare sia il movimento rapido degli occhi (REM) che il sonno non-REM, in particolare il sonno a onde lente, e i nuclei sopraottici per modulare il ritmo circadiano. Inoltre, i siti allosterici sui recettori GABAa permettono di regolare con elevata precisione il livello di inibizione dei neuroni nelle regioni cerebrali pertinenti, e questi siti sono i bersagli molecolari sia dei farmaci ansiolitici che ipnotici. Pertanto, il trattamento farmacologico dei disturbi d'ansia e dell'insonnia di solito utilizza un agonista dei recettori delle benzodiazepine che agisce sulla trasmissione GABAergica, il quale agisce aumentando il legame del GABA con i recettori GABAa al fine di potenziare i segnali inibitori ai gruppi cellulari che regolano l'arousal. Ciò comporta una riduzione dello stress e dell'ansia, una diminuzione della latenza del sonno e un aumento della continuità del sonno.

#### Ricerche come neurotrasmettitore eccitatorio
L'ipotesi che assuma un ruolo di neurotrasmettitore eccitatorio nel sistema nervoso centrale è ancora in via di sviluppo ed ulteriori studi sono necessari. Nei neuroni immaturi presenti nel sistema nervoso centrale embrionale, il GABA è eccitatorio e depolarizza queste cellule a causa di una concentrazione elevata di ioni cloruro intracellulari. L'alta concentrazione di cloruro è principalmente dovuta all'elevata espressione del co-trasportatore attivo sodio-potassio-cloruro (NKCC1), che porta ioni cloruro nel neurone interneuronale in via di sviluppo. Man mano che il neurone si sviluppa, la quantità di NKCC1 attivo diminuisce mentre la quantità del co-trasportatore K-Cl attivo (KCC2) aumenta; KCC2 espelle gli ioni cloruro dal neurone interneuronale. L'effetto netto è che la concentrazione intracellulare di cloruro diminuisce fino a quando il GABA passa dall'essere eccitatorio a inibitorio. Oltre al suo effetto eccitatorio nello sviluppo del sistema nervoso centrale, il GABA è implicato nella differenziazione, migrazione e proliferazione dei neuroni.

### Apparati coinvolti
È il principale neurotrasmettitore inibitorio nell'encefalo ed è un importante neurotrasmettitore inibitorio nel midollo spinale ed è presente in tutto il corpo umano ed in tessuti periferici, anche se il ruolo svolto in molte regioni rimane un'area di ricerca attiva. Le cellule beta che producono insulina nel pancreas, producono inoltre acido γ-aminobutirrico con la funzione di inibire le cellule alfa del pancreas, stimolare la crescita delle cellule beta e convertire le cellule alfa in cellule beta. Inoltre l'acido γ-amminobutirrico è stato rilevato in concentrazioni variabili e basse in altri apparati, anche se il significato e la funzione di ciò non sono chiari.
È inoltre presente nel sistema nervoso enterico, ipotizzando che possa agire sul sistema nervoso periferico attraverso l'asse intestino-cervello.

### Meccanismo d'azione
L'azione dell'acido gamma-aminobutirrico coinvolge due recettori distinti, denominati recettore GABA-A e GABA-B.
- Recettori GABA-A. Storicamente, il recettore GABA-A è stato differenziato dal recettore GABA-B poiché il baclofene si lega al recettore GABA-A, ma la bicucullina non si legava al recettore GABA-A e viceversa. Il recettore GABA-A è un canale ionico di cloruro legato al ligando transmembrana eteropentamerico presente in quasi tutti i neuroni del sistema nervoso centrale. Sebbene esistano molte isoforme del recettore GABA-A, la maggior parte dei recettori GABA-A contiene subunità alfa e beta, oppure subunità alfa, beta e gamma. Le diverse combinazioni di subunità alfa, beta e gamma in diversi recettori GABA-A influenzano quali farmaci agonisti o antagonisti del GABA si legheranno ad essi. In generale, a causa dell'ingresso di ioni cloruro nel neurone postsinaptico maturo, l'attivazione del recettore GABA-A provoca iperpolarizzazione per ridurre la probabilità di un potenziale d'azione.

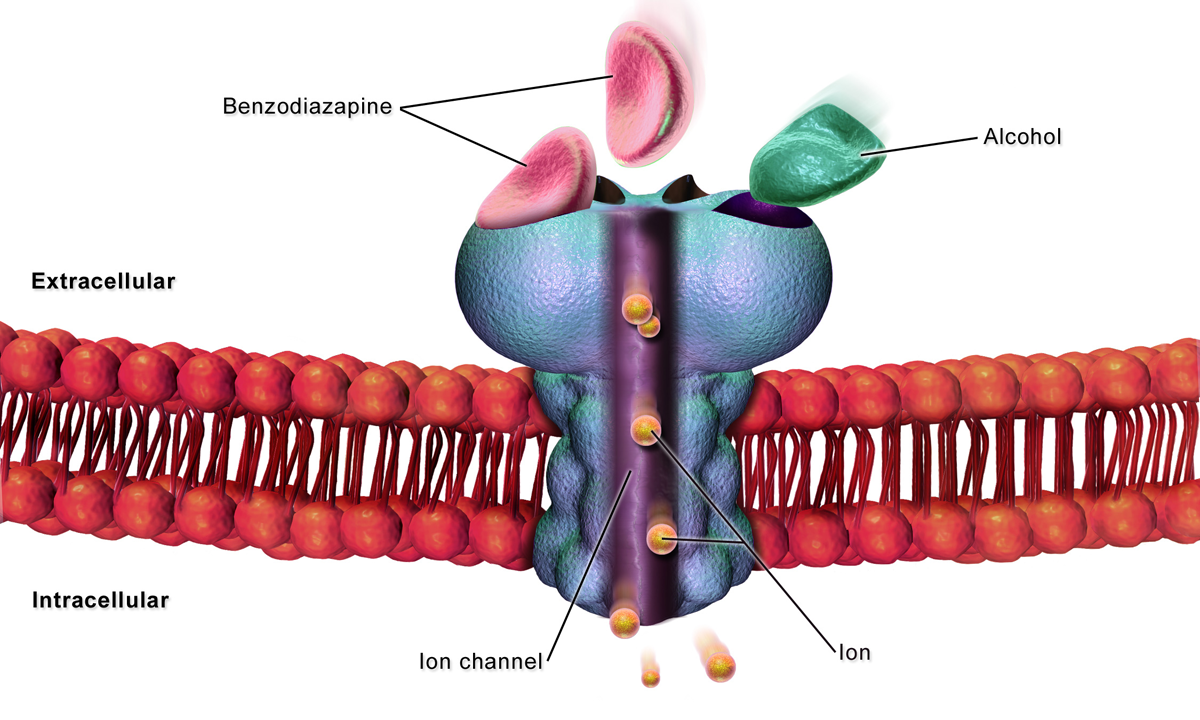
Modulazione allosterica positiva del recettore GABA-A con ingresso netto di cloruro causata dal legame con benzodiazepine o/e dell'etanolo.

- Modulazione allosterica positiva del recettore GABA-A con ingresso netto di cloruro causata dal legame con benzodiazepine o/e dell'etanolo.Recettori GABA-B. Il recettore GABA-B è un recettore accoppiato alle proteine G che inibisce l'attività dell'adenilato ciclasi e dei canali del calcio voltaggio-dipendenti nei terminali assonali, risultando nella modulazione dell'attività intracellulare e nel rilascio di neurotrasmettitori, rispettivamente. I recettori GABA-B sono presenti come autorecettori che inibiscono il rilascio di GABA o come eterorecettori che riducono il rilascio di glutammato, noradrenalina, serotonina o dopamina. I recettori GABA-B presinaptici sono anche accoppiati ai canali del potassio rettificante verso l'interno accoppiati alle proteine G (GIRK) per stimolare l'assorbimento del potassio e causare iperpolarizzazione, limitando il rilascio di glutammato.

### Metabolismo
È una molecola endogena ottenuta attraverso la reazione di α-decarbossilazione irreversibile dell'acido L-glutammico o dei suoi sali, catalizzata dall'enzima decarbossilasi dell'acido glutammico. Il GABA viene poi degradato ad opera dell'enzima gaba-transaminasi (GABA-T) che catalizzando sulla molecola una reazione di deaminazione ossidativa dà come prodotto la semialdeide succinica che verrà successivamente ossidata ad acido succinico, intermedio del ciclo di Krebs.

## Fisiopatologia

### Abuso di alcool
L'alcol, o più specificamente l'etanolo, è un depressore del sistema nervoso centrale che agisce potenziando il recettore GABA-A, inibendo i recettori NMDA che si legano al glutammato e inibendo i canali del calcio voltaggio-dipendenti (VDCCs). Gli effetti euforici del consumo di etanolo sono associati alla modifica dei recettori GABA-A nel sistema di ricompensa della dopamina mesolimbica. Nei pazienti con consumo cronico di etanolo, l'mRNA del recettore GABA-A e la quantità di espressione del recettore GABA-A cambiano in modo tale da diventare meno sensibili al GABA e ai suoi modulatori allosterici, segnalando una nuova omeostasi elevata del GABA. Di conseguenza, questi pazienti sono più inclini a sviluppare dipendenza, tolleranza e sintomi di astinenza dall'alcol con sintomi come ansia, crisi epilettiche, delirio e tachicardia, a causa di livelli insufficienti di acido γ-amminobutirrico nella nuova omeostasi del GABA.

### Sindrome alcolica fetale
La fisiopatologia della sindrome alcolica fetale è mediata dal legame dell'etanolo ai recettori GABA-A e NMDA nel sistema nervoso centrale del feto in via di sviluppo. Anche se il meccanismo non è ben compreso, l'idea attuale è che l'etanolo avvii una cascata pro-apoptotica in milioni di neuroni attivando i recettori GABA-A e i VDCC, causando eccitotossicità in questi neuroni.

### Disturbi d'ansia
Disturbi d'ansia come il disturbo di panico, il disturbo da stress post-traumatico e il disturbo d'ansia generalizzato sono associati a livelli ridotti di GABA. Il neurotrasmettitore è inibitorio nei confronti dell'ormone di rilascio della corticotropina e della vasopressina, neuropeptidi rilasciati dal nucleo paraventricolare dell'ipotalamo per stimolare l'asse ipotalamo-ipofisi-surrene, la cui stimolazione è associata allo stress. L'iperattività cronica dell'asse in parte dovuta all'azione del GABA è associata allo stress patologico, alla depressione e all'ansia. I pazienti con disturbi d'ansia hanno una risposta ridotta alle benzodiazepine e una ridotta liberazione di acido γ-amminobutirrico. L'amigdala, un sito cerebrale per la creazione e la conservazione di memorie associate alla paura, è anche associata ai disturbi d'ansia poiché i pazienti con ansia spesso hanno un sovrattivazione dell'amigdala. Esistono molti neuroni GABAergici nell'amigdala rispetto ad altre regioni cerebrali e il loro ruolo è ritenuto coinvolgere l'induzione di potenziamento a lungo termine per regolare la generalizzazione della paura.

### Depressione
Sebbene la depressione sia principalmente associata a alterazioni della dopamina, noradrenalina e serotonina, i deficit della segnalazione del GABA svolgono anche un ruolo nella depressione. Uno studio PET con 11C-flumazenil su pazienti con depressione maggiore ha evidenziato un numero ridotto di neuroni GABAergici nella corteccia orbitofrontale, livelli plasmatici di acido γ-aminobutirrico e nella quantità di recettori GABA-A corticali.

### Disturbi epilettici e tremori
Si ritiene che le crisi epilettiche siano scariche elettriche parossistiche ipersincrone dovute a sovraeccitazione dei neuroni nel cervello. I tremori sono in parte causati dalla morte dei neuroni GABAergici nel cervelletto. Queste sindromi spesso derivano da un disequilibrio nell'equilibrio glutammato-GABA dovuto a un'eccessiva eccitazione o a una scarsa inibizione. Diverse malattie e lesioni al cervello, tra cui ictus, malattia di Parkinson, paralisi cerebrale spastica e lesioni cerebrali traumatiche, hanno attività epilettiche o tremorose secondarie a danni agli interneuroni inibitori.

### Malattia di Huntington
La proteina coinvolta nella malattia di Huntington, l'Huntingtina, inibisce la trascrizione e il trasporto dei recettori GABA-A e del KCC2, causa neuroinfiammazione che indebolisce la risposta inibitoria e la disfunzione dei trasportatori astrocitici del glutammato, portando ad un'inibizione ridotta che potrebbe essere associata alla corea di Huntington.

### Patologie da eccesso di GABA
Un rilascio eccessivo di acido γ-amminobutirrico può essere anche uno stato clinico patologico e si manifesta come ipersonnia idiopatica, una condizione caratterizzata da sonnolenza diurna con sonno eccessivo e non ristoratore. Sebbene l'eziologia dell'ipersonnia idiopatica non sia ben compresa, si pensa che ci sia un'iperattività dei recettori GABA-A dovuta a un eccesso di acido γ-aminobutirrico nella sinapsi e nel liquido cerebrospinale. La carenza di semialdeide succinato deidrogenasi (SSADH) è un disturbo autosomico recessivo raro in cui l'enzima coinvolto nella degradazione del GABA, la semialdeide succinato deidrogenasi, diventa difettoso. I pazienti con deficit di semialdeide succinato deidrogenasi accumulano gamma-idrossibutirrato, un prodotto metabolico derivato dalla riduzione dell'eccessiva semialdeide succinato. La carenza di GABA transaminasi è un difetto estremamente raro del primo enzima nella degradazione del GABA che si manifesta come iperreflessia e crisi epilettiche refrattarie.

## Importanza clinica
L'acido γ-amminobutirrico ha una grande importanza clinica ed i farmaci che agiscono sul recettore GABA sono comunemente utilizzati come terapie farmacologiche o sostanze d'abuso. Esistono numerose molecole che modulano la segnalazione dell'acido γ-amminobutirrico, ma le più importanti ed impiegate clinicamente sono le benzodiazepine, una classe di farmaci che esercitano i loro effetti legandosi al recettore GABA-A ed aumentando la permeabilità degli ioni cloruro, cambiando la frequenza della loro apertura. Sono estensivamente utilizzate nell'anestesia chirurgica, nel trattamento dell'epilessia, dei disturbi del sonno REM, nel trattamento da astinenza dall'alcol, del tremore essenziale e della spasticità muscolare. Le benzodiazepine sono anche tra i più comuni farmaci di abuso. L'etanolo, una delle sostanze psicoattive più antiche e più ampiamente utilizzate, esercita anche effetti sul recettore GABA-A, motivo per cui il trattamento nell'astinenza dall'alcol è trattato con farmaci che modulano l'acido γ-amminobutirrico, come le benzodiazepine. Inoltre, l'etanolo e le benzodiazepine mostrano tolleranza crociata tra loro a causa del loro meccanismo d'azione simile. Un sovradosaggio o l'assunzione di più farmaci che modulano il GABA possono causare depressione respiratoria a causa dell'aumento della segnalazione nel midollo allungato del tronco encefalico.

### Farmacologia
Molti altri farmaci modulano la segnalazione del GABA, tra essi troviamo:
- Acamprosato. Modulatore del recettore GABA-B che aumenta il rilascio di GABA dai neuroni presinaptici, inibisce i canali del calcio voltaggio-dipendenti e riduce l'attivazione dei recettori NMDA; può essere utilizzato per i pazienti con disturbo da uso di alcol per mantenere l'astinenza.[43][58]
- Barbiturici. Sedativi che aumentano la durata dell'apertura del canale del cloruro quando il GABA si lega al recettore GABA-A. I barbiturici come il fenobarbital sono attualmente utilizzati per l'epilessia e l'anestesia generale. Per l'ansiolisi, sono stati in gran parte sostituiti dalle benzodiazepine, che hanno una tossicità da sovradosaggio molto inferiore rispetto ai barbiturici.[59][60]
- Benzodiazepine. Ansiolitici con meccanismo d'azione simile ai barbiturici. Tra i più impiegati troviamo diazepam, midazolam, alprazolam e clonazepam, che sono agonisti del recettore GABA-A e mirano all'unità alfa-2.[61] Sono utilizzate nel trattamento dei disturbi d'ansia, dell'epilessia, della spasticità, nella terapia per il trattamento dell'astinenza da abuso di alcol e dell'anestesia generale. Il midazolam è più potente del diazepam poiché inibisce anche i recettori di riassorbimento del GABA; la sua lipofilia gli permette inoltre di attraversare facilmente la barriera emato-encefalica.[62][63][64][65]
- Vigabatrin. È un inibitore irreversibile selettivo della GABA-transaminasi. Impiegato nel trattamento in associazione con altri medicinali antiepilettici per pazienti con epilessia parziale resistente con o senza generalizzazione secondaria[66]
- Propofol. Sedativo comunemente usato in anestesia generale e modulatore allosterico e agonista del recettore GABA-A, preferito alle benzodiazepine per la sedazione e quasi tutta l'anestesia chirurgica per migliori profili farmacocinetici e farmacodinamici. Rispetto alle benzodiazepine, il propofol ha un rapido recupero psicomotorio.[67][68][69]
- Anestetici volatili e etomidato. Altri agonisti del recettore GABA-A sono gli anestetici volatili come l'isoflurano o l'ossido nitrico e l'etomidato, utilizzati per l'anestesia o la sedazione.[69][70][71][72]
- Flumazenil. Antagonista inibitore competitivo dei recettori GABA-A che può essere utilizzato per trattare il sovradosaggio grave da benzodiazepine. Il suo uso è controindicato se il sovradosaggio è sconosciuto o misto, esiste tolleranza alle benzodiazepine, un disturbo epilettico sottostante o esiste un rischio di intervallo QRS prolungato. In caso di sovradosaggio da benzodiazepine è altrimenti indicata la cura di supporto.[73][74]
- Baclofene. È un rilassante muscolare ed agonista idrofilo del recettore GABA-B che si ritiene iperpolarizzi i motoneuroni del corno anteriore del midollo spinale, causando una diminuzione dell'iperreflessia e del clono.[75] Anche se è indicato per disturbi del sistema nervoso centrale come la paralisi cerebrale spastica, lesioni cerebrali traumatiche e sclerosi multipla, i pazienti richiedono una dose relativamente elevata di baclofene poiché attraversa scarsamente la barriera emato-encefalica.[76]
- Acido valproico. Stabilizzatore dell'umore e antiepilettico che si ritiene aumenti i livelli di acido γ-amminobutirrico presinaptico inibendo l'attività dell'enzima GABA-T o potenziando la sintesi e il rilascio di GABA e modula anche i recettori NMDA. È ampiamente utilizzato per trattare le crisi epilettiche generalizzate e parziali sia negli adulti che nei bambini.[77][78]
- Zolpidem. Sedativo-ipnotico con azione agonista a livello dei recettori centrali appartenenti al complesso recettoriale macromolecolare GABAA-ω (BZ1 & BZ2), che modulano l’apertura del canale ionico del cloro, agisce principalmente sui sottotipi del recettore ω1 (BZ1). È impiegato nel trattamento a breve termine dell'insonnia.[79]
- Gabapentin e pregabalin. Sono derivati antiepilettici del GABA che non interagiscono con i recettori GABA, ma piuttosto con i VDCC contenenti l'unità alfa-2-delta-1 che porta a una ridotta liberazione di neurotrasmettitori e attenuazione dell'eccitazione neuronale. Sono comunemente impiegati per trattare il dolore neuropatico periferico e centrale.[80][81][82]

## Alimenti
Oltre al suo ruolo come neurotrasmettitore nel sistema nervoso centrale, l'acido γ-amminobutirrico è naturalmente presente in alcuni alimenti, come il tè, il pomodoro, la soia, il riso germogliato e alcuni alimenti fermentati, ed è possibile riceverlo da una dieta normale. A titolo esemplificativo, alimenti come il tè bianco e i fagioli adzuki contengono rispettivamente 0,5 e 2,01 g/kg di GABA. D'altro canto, concentrazioni molto più elevate possono essere prodotte mediante fermentazione batterica dell'acido lattico. Ad esempio, utilizzando il ceppo Lactobacillus brevis NCL912, è possibile produrre 103,5 g/l di acido γ-amminobutirrico. Recentemente, l'acido γ-amminobutirricodi origine batterica ha attirato notevole attenzione ed è stato ampiamente utilizzato come ingrediente alimentare funzionale in diversi mercati grazie ai potenziali benefici per la salute associati.